# Чарлз Ервін Вілсон
Чарлз Ервін Вілсон (англ. Charles Erwin Wilson; 18 липня 1890 — 26 вересня 1961) — американський інженер, бізнесмен і державний діяч, Міністр оборони США з 1953 по 1957 при президенті Ейзенхауері. Один з перших представників військово-промислового комплексу США, які безпосередньо займали високопоставлені урядові посади.

## Біографія
Народився в місті Мінерва, штат Огайо. Вступив в технологічний інститут Карнегі, чотирирічний курс якого закінчив за три роки з відмінною успішністю. У 1909 вступив на роботу в Westinghouse Electric Company, де займався виробництвом електричного устаткування для автомобілів. Займався виробництвом умформерів і радіогенераторів для армії і флоту.
У 1919 році перейшов на роботу головним інженером в компанію Remy electric, дочірнє підприємство General Motors, що виробляла системи запалювання для автомобілів. Став президентом компанії і керував її злиттям в 1926 році з Delco. Був переведений в штаб-квартиру General Motors в Детройт і, піднімаючись по кар'єрних сходах, в 1941 році став президентом цієї гігантської компанії. Під час другої світової війни вона виробила приблизно чверть американських танків, бронеавтомобілів і авіадвигунів і половину кулеметів і карабінів. Також показав себе хорошим керівником у відносинах з робітниками. Шляхом переговорів прийшов до миру з профспілками, домовившись про підвищення зарплати через інфляцією, преміях за підвищення продуктивності праці та створення особливого пенсійного фонду для працівників компанії.
Наприкінці 1952 року Дуайт Ейзенхауер запропонував Вілсону зайняти пост Міністра оборони США. Його призначення не пройшло гладко. Перед затвердженням на посаді йому довелося виступати перед спеціальною комісією Сенату США, який побоювався, що він буде використовувати свою посаду на користь компанії. Під тиском комісії Вілсону довелося продати належні йому акції General Motors на суму 2.5 мільйона доларів. Коли на слуханнях йому поставили запитання, чи зміг би він ухвалити рішення, що йде проти інтересів General Motors, Вілсон відповів ствердно, хоча сказав, що «багато років я думав, що те, що добре для нашої країни, добре і для General Motors, і навпаки». Згодом ця фраза стала широко відома в скороченому вигляді, що дещо спотворює її зміст: Те, що добре для General Motors — добре для всієї країни. На посту міністра оборони проводив політику посилення стратегічних ядерних сил при скороченні армії. Продовжував реорганізацію міністерства оборони, уточнення розподілу повноважень між родами військ. Пішов у відставку в 1957 році.
Помер в 1961 році.